# Floscopa leiothyrsa
Floscopa leiothyrsa är en himmelsblomsväxtart som beskrevs av John Patrick Micklethwait Brenan. Floscopa leiothyrsa ingår i släktet Floscopa och familjen himmelsblomsväxter. Inga underarter finns listade.